# CPI de la COVID-19
La CPI de la COVID-19, también llamada de CPIPANDEMIA, CPI de la Pandemia, CPI del Coronavírus, o simplemente CPI de la COVID, era una comisión parlamentaria de interrogatorio en la República Federativa de Brasil, que investigó supuestas omisiones e irregularidades en las acciones del gobierno federal del presidente Jair Bolsonaro (sin partido) durante la pandemia de COVID-19 en Brasil. Fue creada en 13 de abril de 2021, oficialmente instalada en Senado Federal en 27 de abril de 2021 y prorrogada por tres meses más en 14 de julio de 2021, siendo concluida con la presentación y votación del informe final el día 26 de octubre de 2021.

## Instauración
El senador Randolfe Rodrigues (REDE-AP) fue el idealizador de la comisión, debido a la gravíssima crisis sanitaria en el estado del Amazonas, destacando en su texto supuestos equívocos y omisiones del gobierno federal en los protocolos sanitarios de su responsabilidad. Randolfe protocolou, en 4 de febrero de 2021, el pedido de CPI para investigar los puntos elencados. Una investigación de opinión realizada en 7 de mayo mostró que 60% de la población era favorable a la CPI, con sólo 7% indicando oposición.

### Metas
El objetivo del requerimiento presentado por Randolfe Rodrigues (RED-AP) es discutir las acciones del gobierno federal en el enfrentamiento de la pandemia, en un escenario en que lo Brasil ocupa el segundo lugar mundial en número de muertos por la covid-19. Inicialmente los principales focos de la CPI son las alegaciones de que el gobierno federal habría sido contrario la medidas sanitarias como el distanciamento social y utilización obligatoria de máscara facial. También es acusado de retraso en la compraventa de vacunas, además de la divulgación e inversión de dinero público en tratamientos ineficazes, como realizar la compraventa y defender el uso de medicamentos como hidroxicloroquina y ivermectina para el tratamiento de la covid-19, aunque no existan evidencias científicas en cuanto a su eficacia en el combate de la enfermedad o en la mejoría en los pacientes. Los despidos de los ministros de la Salud Luiz Henrique Mandetta y Nelson Teich son también blancos de aclaraciones, así como la causa de la falta de oxígeno en hospitales de Manaus (AM). Con el piso de las investigaciones, surgieron otros ítems, como la negligencia del gobierno al no responder 81 mensajes de correo electrónico enviados por parte de la farmacéutica Pfizer para tratar sobre la venta de vacunas contra la Covid-19, así como irregularidades en la compraventa e importación de la vacuna hindú Covaxin, producida por la Bharat Biotech. Este último es considerado un caso de gran relevancia, una vez que envuelve el presidente de la república directamente.

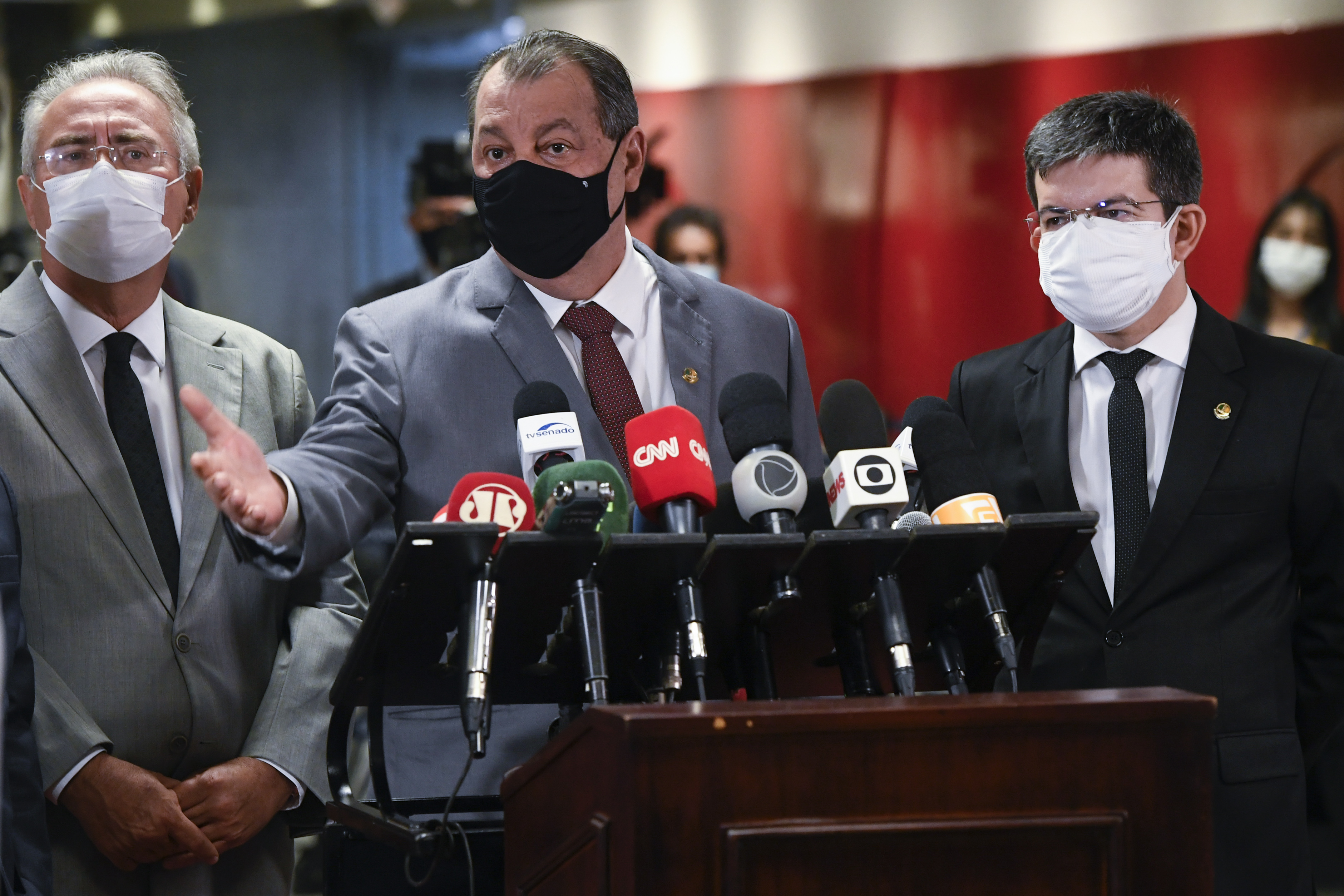
De la izquierda para derecha: relator de la comisión Renan Calheiros, presidente Omar Aziz y vicepresidente y autor del requerimiento de apertura de la CPI Randolfe Rodrigues.

### Informe del Tribunal de Cuentas de la Unión
Según el portal UOL, el gobierno Bolsonaro no reservó recursos en 2021 para el Ministerio de la Salud y, hasta marzo, no había repasado dinero a estados y municipios para que pudieran lidar de mejor forma con la pandemia del coronavírus. ES lo que apuntó el informe del Tribunal de Cuentas de la Unión (TCU), cuyos documentos fueron anexionados a la CPI. En consonancia con fiscales del TCU, no constaron dotaciones para los gastos en el combate a la pandemia en la Ley Presupuestaria de 2021 preparada por el gobierno. En respuesta, el Ministerio de la Economía afirmó en nota que "ese informe no fue aún apreciado por el Plenario del Tribunal y no resultó en Fallo, pues hubo pedido de vistas por otros ministros". El Ministerio de la Salud no quiso manifestarse a respeto.
En otro informe divulgado aún antes, el TCU acusó el gobierno Bolsonaro de alterar documentos para se eximir de la responsabilidad de liderar las acciones de combate y de enfrentamiento a la pandemia, además de no monitorear el suministro de remedios y de kits para intubación en hospitales.

## Líneas de investigación

### Inmunidad de rebaño por infección
La inmunidad colectiva por infección, también llamada en el CPI como inmunidad colectiva sin vacunas, es una tesis arbitraria y contraria al consenso de la comunidad científica mundial, basada en la idea de que los anticuerpos pueden adquirirse por infección natural e inmunidad colectiva, lograda sin la necesita usar vacunas . Se sabe que las autoridades de Brasil, el Reino Unido y los Estados Unidos consideraron la inmunidad colectiva a las infecciones adquiridas naturalmente como una estrategia para controlar la pandemia de coronavirus, pero los infectólogos dejaron en claro que esto ni siquiera es una hipótesis que puede considerarse y que la vacunación es la única vía aceptable para una posible inmunidad colectiva.
Una de las líneas de investigación de la CPI búsqueda entienda si el gobierno federal, por medio de un supuesto "ministerio paralelo", adoptó la imunidade de rebaño por infección como estrategia en el combate a la covid-19, en virtud de las reiteradas veces en que el presidente Bolsonaro (sin partido) y el diputado federal Osmar Tierra (MDB-RS) emitieron declaraciones a respeto, defendiendo que el virus, ya en curso, no sería barrado por medidas como el aislamiento social, y que la epidemia sólo terminaría después que 70% de la población estuviera infectada. En declaraciones a la CPI, el exministro de la Salud, general Eduardo Pazuello, que quedó más tiempo en el cargo durante la pandemia, confirmó haber sido contactado superficialmente por Osmar Tierra sobre la tesis de que la crisis sanitaria cesaría naturalmente después de ese porcentaje de personas sean infectadas.

### Sospechas de corrupción
En su tercera fase, la CPI tiene como foco sospechas de corrupción que envuelven el gobierno federal y empresas privadas en el combate a la pandemia de coronavírus. En esa línea, las investigaciones sobre la compraventa de la vacuna hindú Covaxin son consideradas como las que han traído las más relevantes entre las revelaciones hechas por la comisión de interrogatorio. Uno de los motivos es que el episodio envuelve directamente el presidente Jair Bolsonaro a un posible crimen de prevaricación, una infracción prevista en el artículo 319 del Código Penal brasileño. En esta fase, la base de apoyo a Bolsonaro ha reivindicado que la CPI se extienda a investigar también posibles casos de corrupción en el Consorcio Nordeste.

## Decisiones del Supremo Tribunal Federal

### Mandado de seguridad
El ministro Luis Roberto Barroso, del Supremo Tribunal Federal (STF), en un ofício protocolado por los senadores Jorge Kajuru (PODE-GO) y Alessandro Vieira (Cidadania-SE), determinó que el presidente de Senado, senador Rodrigo Pacheco (DEM-MG), creara la comisión en función del número de firmas ser "más del que el necesario". En la decisión, el ministro fomentó la tesis, argumentando que sería de responsabilidad del presidente de la Mesa Directora de la Casa Legislativa la definición de la agenda y de las prioridades, pero que tal prerrogativa no podría herir el derecho constitucional del tercio de los parlamentarios favorables a la creación de la CPI.
El presidente de Senado acabó acatando el pedido, pero criticó lo que llamó de "palanque político para 2022" (en español: ''plataforma política para 2022'') por parte de Barroso, declarando que la CPI podría tener un papel de anticipación de discusión político-electoral de la poco más de un año de las elecciones de 2022, lo que no sería apropiado para el momento en que vive la nación. El día siguiente, por 10 votos a 1, el STF consideró que la CPI de la covid-19 era constitucional.

### Reacciones
En respuesta a la validación de la CPI por el Supremo, procesos de impeachment contra ministros de la Corte ganaron fuerza en Senado. Dos senadores protocolaram un pedido de impeachment contra Luís Roberto Barroso por cuenta de su decisión monocrática en relación con la CPI. También hubo discurso de un proyecto de ley que limitaría tales decretos.
Un día tras la decisión de Barroso, el presidente Jair Bolsonaro, en conversación con apoiadores y en una postagem en el Twitter, criticó la decisión monocrática del ministro. Él escribió que: "Barroso se omite ao não determinar ao Senado a instalação de processos de impeachment contra ministros do Supremo, mesmo a pedido de mais de 3 milhões de brasileiros. Falta-lhe coragem moral e sobra-lhe imprópria militância política" (En español: "Barroso se omite al no determinar a Senado la instalación de procesos de impeachment contra ministros del Supremo, aún a pedido de más de 3 millones de brasileños. Le falta coraje moral y le sobra impropia militância política"). Horas después, el STF lanzó una nota a la prensa sobre el hecho, afirmando que "los ministros que componen a Corte toman decisiones conforme la Constitución y las leyes". Dice aunque, "dentro del estado democrático de derecho, cuestionamientos a ellas (decisiones) deben ser hechos en las vías recursais propias, contribuyendo para que el espíritu republicano prevalezca en nuestro país".
El senador Jorge Kajuru (PODE-GO) divulgó conversaciones entre él y el Bolsonaro, grabadas por el parlamentario, a la radio BandNews FM, entre los días 11 y 12 de abril. En la grabación, el presidente pedía que Kajuru presionara para que la CPI incluyera también investigación contra alcaldes y gobernadores. Bolsonaro también hace amenazas, ataques y ofensas contra el senador Randolfe Rodrigues (REDE-AP) durante la llamada telefónica.

### Habeas corpus
El STF fue instado a manifestarse sobre un pedido de la Abogacía-General de la Unión (AGU) para que el exministro Eduardo Pazuello (Salude) pudiera permanecer en silencio durante su testimonio a la CPI y para también garantizar que quedara imune a algunas medidas, como la prisión en caso de descumprimento. El relator del caso, ministro Ricardo Lewandowski, concedió el habeas corpus a Pazuello.
El ministro negó otro pedido de habeas corpus, impetrado por la defensa de Mayra Pinheiro, solicitando la posibilidad de quedar en silencio y salvo conducto a una eventual prisión. Mayra Pinheiro es secretaria de Gestión del Trabajo y Educación en Salud del Ministerio de la Salud a acabó siendo más tarde incluida como investigada por la CPI. Sin embargo, después de un pedido de reconsideração, Lewandowski autorizó que ella quedara en silencio en cuanto a los hechos ocurridos entre diciembre de 2020 y enero de 2021.
Fue concedido al empresario y consejero del gobierno Bolsonaro Carlos Wizard un habeas corpus que permitía a él permanecer en silencio durante su oitiva a la comisión. El empresario se utilizó desale derecho, quedando en silencio en respuesta a absolutamente todas las preguntas que le fueron hechas, sólo dando una declaración inicial, introdutória, y respondiendo, cada pregunta, "Reservo-si el derecho de permanecer en silencio".

### Alegación de incumplimiento del precepto fundamental
Gobernadores de 17 estados y del Distrito Federal ajuizaram, en el Supremo Tribunal Federal (STF), una arguição de descumprimento de precepto fundamental (ADPF) con pedido de liminar para suspender convocatoria de gobernadores para testimonio a la CPI de la Covid.
La relatora de la acción, ministra Rosa Weber, determinó que el presidente de la CPI de la Covid, senador Omar Aziz (PSD-AM) presentara, en cinco días, informaciones, así como que la Abogacía-General de la Unión (AGU) y la Procuraduría-General de la República (PGR) también se manifestaran en el plazo de hasta cinco días.
El Plenario del STF referendou, por unanimidad, en sesión virtual, una liminar de la ministra Rosa Weber para suspender las convocatorias de los gobernadores de Estados y de DF por la CPI.

## Integrantes de la CPI de la COVID-19

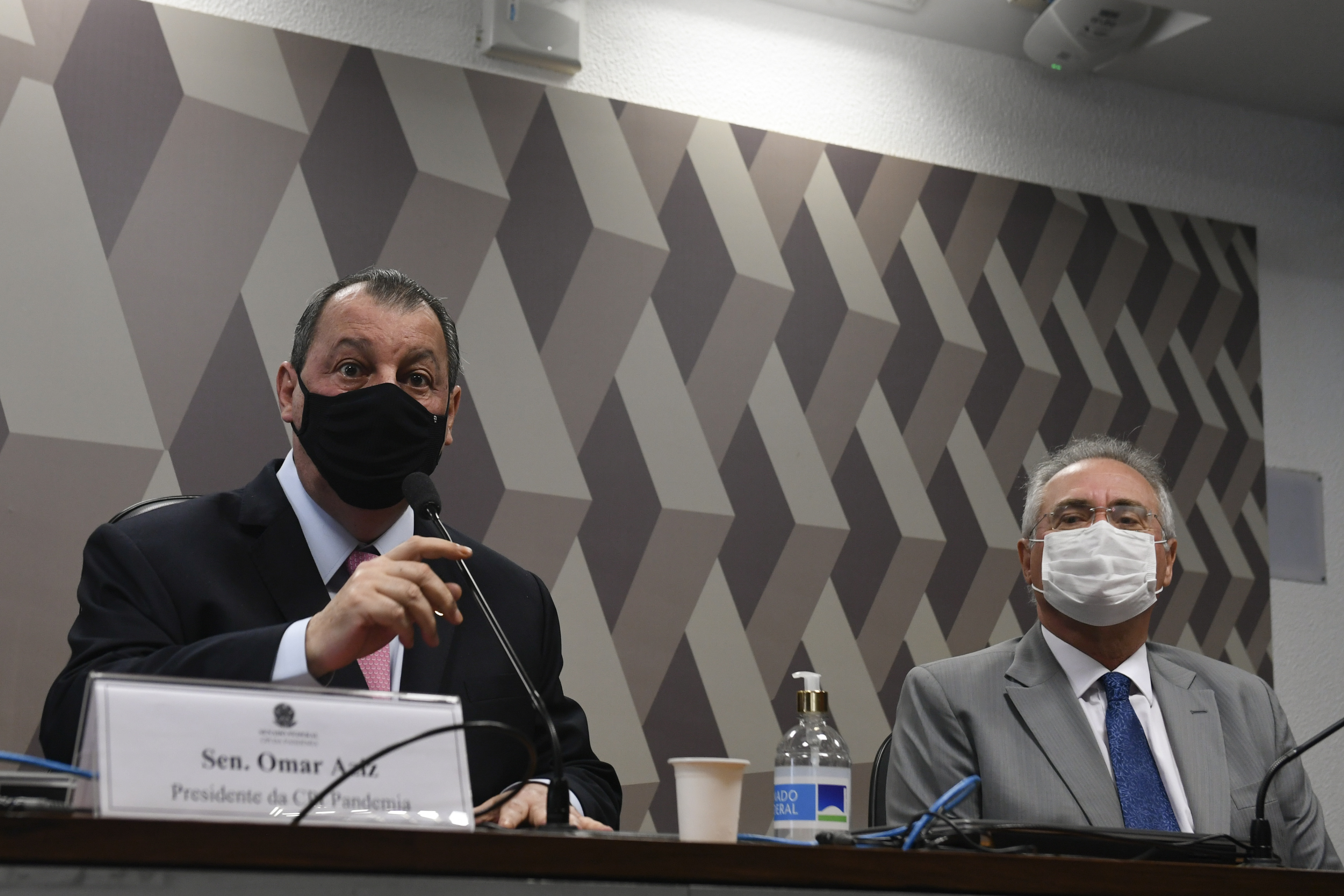
Omar Aziz (PSD-AM), ex gobernador del Amazonas, fue elegido presidente de la comisión. Renan Calheiros (MDB-AL), fue escogido para la relatoria.

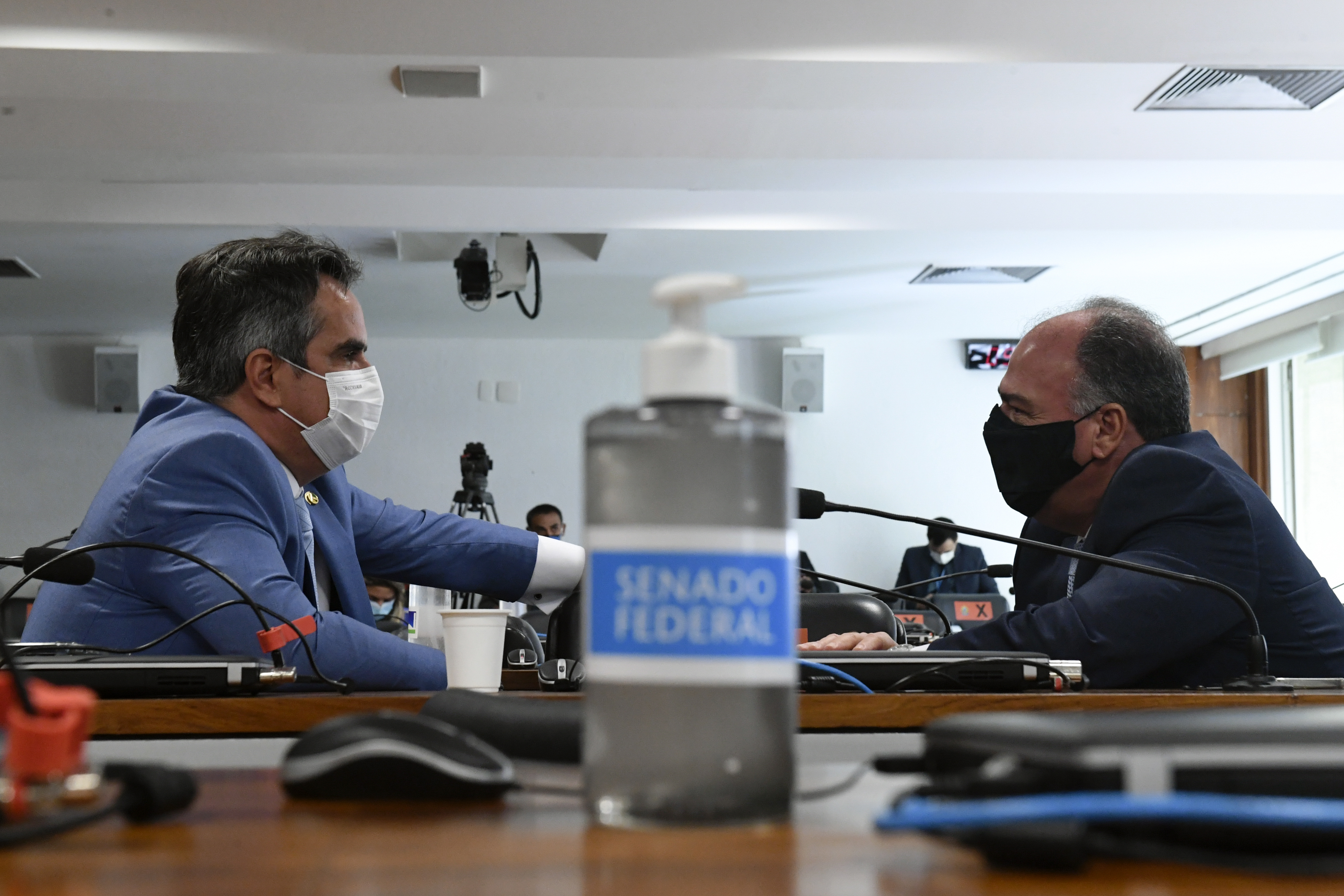
Ex-titule en la CPI Senador Ciro Nogueira (PP-PI) conversación con el senador Fernando Bezerra Coelho (MDB-PE), en la audiencia del exministro Mandetta.

## Integrantes de la CPI de la COVID-19[53][54]
Presidente
- Omar Aziz (PSD-AM)

Vicepresidente
- Randolfe Rodrigues (REDE-AP)

Relator
- Renan Calheiros (MDB-AL)

Titulares
- Eduardo Braga (MDB-AM)
- Eduardo Girão (PODE-CE)
- Humberto Costa (PT-PE)
- Jorginho Mello (PL-SC)
- Luis Carlos Heinze (PP-RS)
- Marcos Rogério (DEM-RO)
- Otto Alencar (PSD-BA)
- Tasso Jereissati (PSDB-CE)

Suplentes
- Alessandro Vieira (Cidadania-SE)
- Angelo Coronel (PSD-BA)
- Fernando Bezerra Coelho (MDB-PE)[55]
- Flávio Bolsonaro (Patriota-RJ)[56]
- Jader Barbalho (MDB-PA)
- Marcos de Val (PODE-ES)
- Rogério Carvalho (PT-SE)

### Bancada femenina

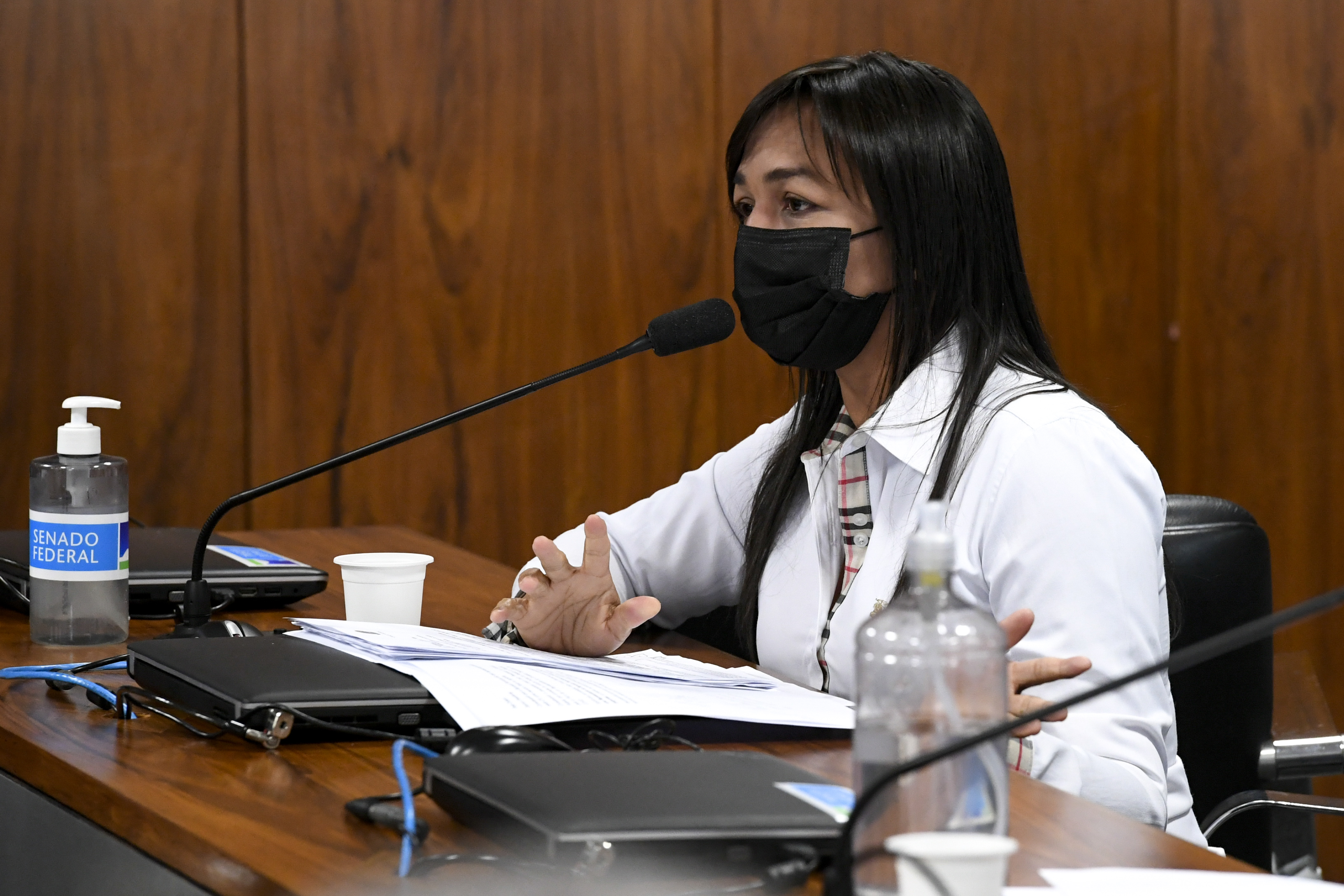
Senadora Eliziane Gama (Cidadania-MA) en pronunciamento el día 4 de mayo.

En razón de ninguna senadora haber sido escogida para la composición de la CPI, ni como titulares o como suplentes, la bancada femenina de Senado Federal hizo un acuerdo dentro de la comisión para que una de ellas pueda hacer preguntas a las testigos de la CPI. Sin embargo, ellas no pueden presentar requerimientos ni votar, posibilidad restricta a integrantes de la CPI. Se optó por un formato de rodízio, de modo que haya alternância entre las senadoras. Las cinco senadoras que componen el rodízio son:
- Eliziane Gama (Cidadania-MA)
- Leila Barros (Cidadania-DF)
- Simone Tebet (MDB-MS/líder)
- Soraya Thronicke (PSL-MS)
- Zenaide Maia (PROS-RN)

Además de ellas, las senadoras Mara Gabrilli (PSDB-SP) y Kátia Abreu (PP-TO), participaron de algunas sesiones de la comisión.

### Senadores que presidieron la CPI eventualmente
- Alessandro Vieira (Cidadania-SE)
- Eduardo Girão (PUEDE-CE)
- Eliziane Gama (Cidadania-MA)
- Fabiano Contarato (REDE-ES)
- Humberto Costa (PT-PE)
- Jorginho Mello (PL-SC)
- Leila Barros (Cidadania-DF)
- Marcos Rogério (DEM-RO)
- Otto Alencar (PSD-BA)
- Rogério Carvalho (PT-SE)
- Soraya Thronicke (PSL-MS)
- Tasso Jereissati (PSDB-CE)

## Reacción de envueltos no convocados
Citado algunas veces durante la investigación, el presidente Jair Bolsonaro fue colocado diversas veces en situaciones complicadas, como cuando fue citado por los hermanos Miranda (Luis Miranda y Luís Ricardo Miranda) durante la investigación, los mismos afirmaron que Bolsonaro ya estaba conocedor sobre la corrupción en la compraventa de las vacunas de la Covaxin. Lo que generó una tensión con miras a que justifica una acción criminal contra el presidente por prevaricação, al entender que hube existido corrupción pongan ninguna acción fue tomada.
Después de a denuncia de los hermanos Miranda, Bolsonaro no se defendió sobre las acusaciones, sólo comenzó a atacar la CPI intentando descredibiliza-la acusando miembros de la investigación de corrupción sin pruebas fiables.
Provocado por el relator de la CPI Renan Calheiros, a presentar alguna respuesta sobre las acusaciones prestadas y forzado por una carta enviada por los senadores, Bolsonaro tuvo una reacción invasiva el mismo dijo el siguiente: "Cagué para la CPI. Lo que produjo de bien pro Brasil?" después de completó "Ignoré vosotros, no va a tener respuesta". Por la ley, Bolsonaro no es gracias jurídicamente a responder a los senadores.
El presidente puede ser convocado para prestar testimonios a CPI, sin embargo el proceso burocrático para que el mismo ocurra es extremadamente complejo. Después de las respuestas del presidente, es posible que los senadores convoquen el mismo a deponer. Si convocado, Bolsonaro puede conseguir en la justicia el derecho de quedar callado, sin embargo deberá ir a prestar testimonios (aunque no quiebra nada) y no podrá mentir delante la investigación.

### Fuerzas Armadas
Las Fuerzas Armadas también fueron citadas en algunos momentos llave de la investigación y con posibles miembros en una lista de futuros investigados como Eduardo Pazuello que es general del Ejército Brasileño, Élcio Franco que es Coronel de la reserva del Ejército, Marcelo Blanco que es Coronel de la reserva del Ejército, Bento Pires que también es Coronel. Y principalmente Roberto Días que es acusado en un esquema de corrupción en la venta de vacunas superfaturadas.
Después de gran repercusión de militares envueltos en esquemas de corrupción, las Fuerzas Armadas emitieron una nota con tono intimidador donde ellos prometen una "respuesta más dura" si CPI continuaba revelando esquemas de corrupción dentro de las mismas. El presidente de la CPI Omar Aziz, un exmilitar, reaccionó a la nota de las Fuerzas Armadas afirmando que no permitirá que ellas intimiden los trabajos de la comisión, hablando el siguiente: "Fazia muitos anos que o Brasil não via membros do lado podre das Forças Armadas envolvidos com falcatrua dentro do governo.(...): A nota é muito desproporcional. Façam mil notas contra mim, mas não me intimidem. Se me intimidam, intimidam essa Casa aqui". (En español: "Hacía muchos años que lo Brasil no veía miembros del lado podrido de las Fuerzas Armadas envueltos con falcatrua dentro del gobierno. (...) La nota es muy desproporcional. Haced mil notas contra mí, pero no me intimiden. Si me intimidan, intimidan esa Casa aquí").

## El desfecho de la CPI

### El informe[72][73]
El día 20 de octubre de 2021 el relator de la comisión Renan Calheiros (MDB-AL) entregó su informe, el texto cuenten más de 1000 páginas, y aborda gran cantidad de los asuntos tratados durante los 5 meses que investigación de la Comisión como la omisión del gobierno en la compraventa de vacunas, todos los puntos envolviendo el tratamiento precoce y el caso de la Prevent Senior, además de indiciar por crímenes 81 personas y 2 empresas como el presidente de la república Jair Messias Bolsonaro (sin partido) y el general de la activa y exministro de la salud Eduardo Pazuello.